# Ringsted (Iowa)
Ringsted er en by i Emmet County, Iowa, USA, beliggende 43°17′42″N 94°30′32″V / 43.29500°N 94.50889°V. 
I år 2000 var der 436 indbyggere.
Byen har fået navnet, fordi der i 1885 blev etableret postkontor i byen af John Larsen, som opkaldte det efter sin kones fødeby Ringsted.

## Link
- Ringsted Net Iowa Arkiveret 9. februar 2007 hos  Wayback Machine